# Tsuyoshi Kaneko
Tsuyoshi Kaneko (født 8. april 1983) er en tidligere japansk fodboldspiller.
Han har spillet for flere forskellige klubber i sin karriere, herunder Mito HollyHock.